# Liste der Bodendenkmäler in Holzwickede
Die Liste der Bodendenkmäler in Holzwickede enthält die denkmalgeschützten unterirdischen baulichen Anlagen, Reste oberirdischer baulicher Anlagen, Zeugnisse tierischen und pflanzlichen Lebens und paläontologischen Reste auf dem Gebiet der Gemeinde Holzwickede im Kreis Unna in Nordrhein-Westfalen (Stand: September 2020). Diese Bodendenkmäler sind in Teil B der Denkmalliste der Gemeinde Holzwickede eingetragen; Grundlage für die Aufnahme ist das Denkmalschutzgesetz Nordrhein-Westfalen (DSchG NRW).
| Bild           | Bezeichnung                                 | Lage                                                   | Beschreibung | Bauzeit            | Eingetragen seit | Denkmal- nummer |
| -------------- | ------------------------------------------- | ------------------------------------------------------ | ------------ | ------------------ | ---------------- | --------------- |
| Kohlepingen    | Kohlepingen                                 | Holzwickede / Dortmund-Sölde, Hixterwald / Sölder Holz |              | im 18. Jahrhundert | 06.07.1983       | 1               |
|                | ehemalige Landwehr                          |                                                        |              |                    | 01.10.1984       | 2               |
| weitere Bilder | Standort des ehemaligen Hauses Lappenhausen | Hengsen Karte                                          |              |                    | 14.08.1984       | 3               |